# El Coll / La Teixonera
El Coll | La Teixonera is een metrostation op lijn 5 van het metronetwerk van de Spaanse stad Barcelona. Het station is geopend in 2010, bij de uitbreiding van toenmalige eindstation Horta tot Vall d'Hebron. De omwonenden vroegen al langer om toegang tot het metrosysteem, aangezien er geen halte in, of zelfs maar in de buurt van de wijk was.
Met een perron dat op 74 m onder straatniveau ligt, is het het diepst gelegen metrostation van de stad. Aan de kant van Carrer del Santuari ligt het station zelfs op meer dan 100 meter diepte. Bij die ingang moet de reiziger gebruikmaken van een lift om af te dalen naar het station, dat bestaat uit een eilandperron van 8,5 meter breed en 100 meter lang. Het station is ontworpen door de architecten Manel Sánchez en Dolors Piulachs. In de inrichting domineren groen marmer, glas en metalen roosters. Ook zijn er kunstwerken van Antoni Abat, zoals 'meetlinten' langs rolbanden en -trappen met spreuken en gedachtes ter overdenking. 